# گوردون جانسون (دوچرخه‌سوار)
گوردون جانسون (انگلیسی: Gordon Johnson؛ زادهٔ ۱ اوت ۱۹۴۶) دوچرخه‌سوار اهل استرالیا است. وی در بازی‌های المپیک تابستانی ۱۹۶۴ و ۱۹۶۸ شرکت کرده است.